# Tiradentes esquartejado
Tiradentes Esquartejado, originalmente chamado Tiradentes Supliciado, é um óleo sobre tela de 1893 do pintor brasileiro Pedro Américo de Figueiredo e Melo. Atualmente o quadro se encontra no Museu Mariano Procópio, em Juiz de Fora (MG). A pintura retrata o corpo em pedaços de Tiradentes após o seu enforcamento e esquartejamento. Ele é considerado um dos primeiros quadros ocidentais a retratar o esquartejamento.
O quadro foi concebido originalmente como o último de um série de cinco outras obras sobre a Conjuração Mineira que nunca foram concluídas e talvez seja o retrato mais emblemático do herói já feito, embora tenha recebido críticas mistas e sido rejeitada quando foi inicialmente exposta. A obra possui grande inspiração renascentista, com o tronco do personagem representado se assemelhando ao de Cristo de Michelangelo no quadro Pietá. Ele também é conhecido por estar em inúmeros livros didáticos escolares.

## Descrição
O quadro retrata a figura enunciada no título, Tiradentes, após este ser desmembrado devido ao seu papel na Inconfidência Mineira. As partes do seu corpo estão colocadas e espalhadas sobre uma estrutura de madeira, que se assemelha ao cadafalso de uma forca. Em primeiro plano, ao centro, está a cabeça de Tiradentes sobre um pano branco com poucas manchas de sangue, que escorrem do seu pescoço. A cabeça possui cabelos, barba e bigode castanho avermelhados e os olhos estão virados para baixo. Ao lado da cabeça está colocada uma pequena réplica da imagem de Jesus crucificado. Ao lado da imagem, estão colocados uma corda com nós frouxo e algemas e correntes de ferro, simbolizado o enforcamento de Tiradentes.
A pele possui um tom rosado mas pálido. Abaixo da cabeça está o tronco, colocado deitado com o tórax para cima. Do lado esquerdo do tronco há um dos pés, que está virado para baixo com a planta do pé amostra. Do lado direito do tronco há um pano azul. Ocupando a parte inferior direita do quadro há a perna de Tiradentes, que possui estacas de madeira lhe rasgando a carne de sua parte superior e uma corda amarrada acima da coxa. Abaixo da estrutura de madeira, no plano de fundo, há casas brancas com telhado marrons, onde aparecem figuras humanas embaçadas, com trato muito menos realista que o resto da obra, possivelmente assistindo a cena. Completa o fundo um relevo montanhoso e o céu azul esverdeado pálido, que ocupa mais de 2/3 do fundo da obra. Curiosamente, apesar de Américo colocar representações de habitações e relevo típicos de Minas Gerais, Tiradentes foi enforcado e esquartejado em Lampadosa (atual Praça Tiradentes) no Rio de Janeiro e só posteriormente seus restos mortais foram levados ao seu estado natal.

## Contexto
A obra nasceu em um período definitivo para república, proclamada em 1889. Ao mesmo tempo em que procurava atender as demandas dos principais grupos oligárquicos que propunham diversos projetos para o país, o novo governo também precisava criar novos ícones, sobretudo heróis que personificassem a causa republicana. O federalismo facilitou a rememoração de figuras históricas locais, e suscitou novamente as lembranças das revoltas contra os regimes, duramente reprimidas.
Com a proclamação da república, Pedro Américo tinha perdido o seu posto de pintor oficial da corte imperial. Ele se aposentou aos 49 anos da Escola de Belas Artes do Rio de Janeiro e foi eleito deputado do Congresso Nacional pelo estado da Paraíba em 1891.  Há a possibilidade que José Maria da Silva Paranhos, o Barão do Rio Branco, seu amigo pessoal e membro do Instituto Histórico e Geográfico Brasileiro, tenha lhe sugerido o tema da Inconfidência e também ter lhe dado ajuda financeira. Em suas correspondências, Américo pergunta ao amigo se ele teria alguma ideia de uma possível figura história para que ele pudesse pintar. Logo após essa troca de cartas, a Conjuração Mineira foi o próximo tema de estudos do pintor.
Durante as pesquisas de Américo sobre o movimento, o Barão lhe sugere o livro “História da Conjuração Mineira” de Joaquim Norberto de Souza Silva. O livro se tornou a principal fonte de estudo para a composição do quadro para o artista.
Em seu primeiro plano, Américo tinha a ideia de criar dois quadros, um retratando a execução de Tiradentes e outro, os inconfidentes reunidos. Porém, em 1893, em um anúncio no Jornal do Brasil, época em que "Tiradentes Esquartejado" já estava finalizado, o artista afirmou que a obra estaria presente em exposição dentro de uma série composta de cinco quadros, todos ligados a Inconfidência Mineira.
Os temas das outras obras, que nunca vieram a ser feitas, surgiram posteriormente, em face as críticas recebidas por "Tiradentes Esquartejado". Estes retratariam “a cena idílica de Gonzaga a bordar a fio de ouro o vestido nupcial de sua Marília” , “a mais importante das reuniões dos conjurados”, “a cena da constatação de óbito de Cláudio Manuel da Costa”, e “a prisão de Tiradentes”. Américo defendia que não era possível entender a obra fora da série inicialmente proposta.
Só são conhecidos os estudos das telas, os esboços a óleo de “a mais importante das reuniões dos conjurados" e estudos anatômicos para o desenho do corpo despedaçado de Tiradentes, na única tela da série que veio a público. Tiradentes Esquartejado teria sido feita na cidade de Firenze na Itália em apenas 12 dias.
A morte de Tiradentes era festejada antes da proclamação, mas de forma velada, por membros do primeiro partido republicano do Brasil desde 1870. A república declarou o dia 21 de abril (data da morte de Tiradentes) como feriado nacional em 1890. Em 1893, porém, as comemorações foram canceladas pelo governo, três meses antes do quadro Tiradentes Esquartejado ser exposto pela primeira vez, devido ao Clube Tiradentes (grupo republicano que celebrava a data da morte de Tiradentes) ter tentado derrubar uma estátua de Dom Pedro I colocada no lugar onde Tiradentes foi enforcado. Havia uma grande discussão no Congresso sobre colocar ou não uma homenagem ao herói no lugar onde o Clube tinha praticado a ação. A movimentação do grupo criou problemas na representação que a república fazia do mártir até então. Anteriormente ligado a um caráter mais radical e revolucionário, a república buscava no momento transforma-lo em uma figura integradora e de fortes valores cristãos.
Os principais motivos da popularização de Tiradentes como mártir e herói nacional de pouca controvérsia se devem principalmente ao caráter religioso criado em torno da sua vida e morte. A alegoria a Cristo crucificado, com cabelos e barbas longas, sendo inclusive referido na peça de Castro Alves de 1875 “Gonzaga ou a Revolução de Minas” como o “Cristo da Multidão”, criou uma imagem de fácil associação e aceitação entre o povo e as elites em um país predominantemente cristão.  Outro fator essencial para a difusão do mito foi a sua proximidade com o centro econômico e político do país, o que de certa forma o colocou a frente de outros mártires que também morreram ligados a uma causa republicana, como Frei Caneca.

## Análise
A tela pode ser lida como uma crítica ao regime republicano, ao retratar em pedaços o personagem escolhido pelo então novo governo como o representante de seu ideais. Américo defendia que a pintura só poderia ser compreendida quando dentro da série inicialmente proposta. Segundo os estudos a óleo feitos para o conjunto de telas, o primeiro quadro representaria o poeta Tomás Antônio Gonzaga em uma cena idílica ao lado de sua noiva e musa Marília (Maria Doroteia Joaquina de Seixas Brandão), sem qualquer preocupação com movimento do qual era um dos líderes. O segundo, “a mais importante das reuniões dos conjurados”, mostraria os inconfidentes hesitantes, e entre eles estaria colocado em destaque Joaquim Silvério dos Reis, que posteriormente trairia o grupo. O terceiro retrataria a morte de Cláudio Manuel da Costa que, pressionado pelas autoridades coloniais, confessou a sua participação no movimento e morreu em circunstâncias ainda debatidas. Na quarta tela a prisão de Tiradentes seria mostrada, o que culminaria no último quadro e também o único a ser completado, que o mostra em seu destino final, enforcado e esquartejado. A construção dessa narrativa, que segue em um arco de "auge", "declínio" e "queda", pode indicar que Américo pretendia retratar a fragilidade do movimento.
O retrato de Américo pode ser inserido no contexto das pinturas de personalidades históricas do século XIX, que após a queda de Napoleão romperam com a representação heroica tradicional e começaram a retratar figuras de forma mais realista. O corpo dilacerado de Tiradentes pintado pelo artista não seria então uma exaltação da pátria ou do mártir e sim uma constatação da incompetência e ineficácia dos envolvidos na conspiração fracassada e da solidão da morte de um inocente.
A quase ausência de sangue e de deformidades do corpo diminui consideravelmente o realismo da figura, apesar do tom de pele pálido e os detalhes nos cabelos, barba e pelos lhe darem um aspecto naturalista. A limpeza do quadro e a riqueza de detalhes nos membros podem ser atribuídas a um ímpeto do artista de focar somente na decomposição da personagem, e não necessariamente na violência da ação. A composição do quadro também facilita uma reconstrução imagética do corpo de Tiradentes O rigor estético e anatômico da obra rompe com os ideias de beleza da época e provoca uma sensação de inquietude no espectador.
A falta de realismo também pode ser entendida, apesar do corpo mutilado, como uma continuação da tradição dos retratos clássicos dos mártires cristãos, retratados com semblantes calmos, afastados das marcas das violências que sofreram. A imagem de Jesus colocada ao lado da cabeça de Tiradentes reforça o caráter cristão da construção da personagem, o colocando em um patamar próximo - ou igual - a Cristo.
Há no quadro alusões a Pietà de Michelangelo, na posição do braço de Tiradentes, o Sepultamento de Cristo de Caravaggio, assim como ao quadro A Morte de Marat de Jacques-Louis David, com as posições do tronco e do braço de Tiradentes se assemelhando aos do Marat representado na obra.

## Recepção
O quadro foi colocado em exposição pela primeira vez na galeria do jornal A Cidade do Rio, e depois na galeria de arte Glace Elégante no mês de julho em 1893. Ele atraiu a atenção da imprensa, sobre tudo por causa da ação do Clube Tiradentes, que havia feito o governo proibir as comemorações em torno da figura principal da obra. Muitos criticaram a obra  acusando o pintor de fazer uma "propaganda republicana" devido ao momento em que ela foi exposta e muitos a consideraram "repugnante". Américo se defendeu das críticas em um artigo intitulado "Tiradentes Supliciado" no jornal "Gazeta de Notícias" defendendo que o trabalho, sendo exposto com as outras obras anteriormente propostas, "teria produzido no meio dos outros impressão diversa e porventura menos terrível". Quanto ao que os críticos viram de "repugnante", o pintor escreveu: 
(...)Não me parece que eu haja revestido o fato de cores mais vivas que a crua verdade comportava.Um homem enforcado e imediatamente decapitado e esquartejado deveria oferecer um espetáculo muito mais repugnante do que a pintura exposta(...)

## Posterioridade
Após o fracasso da exposição no Rio de Janeiro, Américo tentou expor a obra em Juiz de Fora, cidade que no momento apresentava um grande crescimento econômico e cultural. O pintor foi para a cidade no final do mês de julho de 1893, e negociou longamente com a Câmera Municipal para que a obra ficasse na cidade, sendo ela adquirida em 4 de outubro. Em 1922 o quadro foi adquirido pelo vereador Alfredo Ferreira Lage, fundador do Museu Mariano Procópio, onde ficou exposto por mais de cinquenta anos sem nunca sair de lá. A obra só ganhou circulação nacional quando foi reproduzida na biografia de Pedro Américo escrita pelo seu genro Cardoso de Oliveira e, posteriormente, ao ser colocada na enciclopédia Grandes Personagens da História Universal, lançada em 1969 pela editora Abril. A obra ressurgiu em 1998, na primeira vez em que o quadro saiu de Juiz de Fora, quando a artista plástica Adriana Varejão fez uma instalação focada na construção e desconstrução imagética da obra na XXIV Bienal Internacional de Arte de São Paulo.